# Стричава
Стри́чава (укр. Стричава) — село в Великоберезнянской поселковой общине Ужгородского района Закарпатской области Украины.
Население по переписи 2001 года составляло 246 человек. Почтовый индекс — 89020. Телефонный код — 03135. Занимает площадь 9,9 км². Код КОАТУУ — 2120885601.